# Full Throttle (Six Flags Magic Mountain)
Pour l’article homonyme, voir Full Throttle.
 (février 2015).
Full Throttle est un parcours de montagnes russes lancées à Six Flags Magic Mountain dont l'ouverture a eu lieu pour la saison 2013. L'attraction conçue et fabriquée par Premier Rides possédait à son ouverture le record du monde du looping vertical le plus haut.

## Historique
La construction de l'attraction a commencé peu de temps après la fermeture des bûches Log Jammer, le 31 octobre 2011,. Une mise à jour de la construction datant du 20 février 2012 présente l'ancienne gare de monorail en cours de démolition et l'ancien parcours de Log Jammer totalement détruit. En mars 2012, les premiers  détails à propos d'un parcours de montagnes russes lancées sont divulgués au Los Angeles Times, mais il faudra attendre le 30 août 2012 pour que Six Flags Magic Mountain annonce officiellement les détails sur le projet Full Throttle. 

## Parcours
Le train est lancé de 0 à 112,7 km/h dans le looping vertical de 49 mètres de haut. Les passagers empruntent un high-banked curve incliné à droite, puis un autre vers la gauche à l'approche de la deuxième inversion, un looping plongeant. Cette inversion fait descendre le train dans un tunnel anciennement utilisé par le monorail. Le train est alors propulsé en marche arrière hors du tunnel jusque dans le looping plongeant sans le parcourir en entier et avec son propre poids repart en marche avant, repassant dans le tunnel où il est à nouveau propulsé vers l'avant en direction d'un G-turn vers la gauche. Le train passe alors sur un Top Hat qui a la particularité de se trouver sur le dessus du looping emprunté précédemment. Le train finit sa course dans la section de freins avant de prendre un virage à 180° pour rejoindre la gare.

## Record
À son ouverture, Full Throttle possédait le plus haut looping vertical du monde avec 49 mètres, dépassant Superman Krypton Coaster à Six Flags Fiesta Texas qui possède un looping de 44 mètres de haut.